# Julia Glass
Julia Glass (Boston, Massachusetts, 23 de març de 1956) és una escriptora estatunidenca. Amb la seva primera novel·la, Three Junes, va guanyar el National Book Award de 2002.

## Obres

### Novel·les[2]
- Three Junes (2002)
- The Whole World Over (2006)
- I See You Everywhere (2008)
- The Widower's Tale (2010)
- And the Dark Sacred Night (2014)
- A House Among the Trees (2017)